# Inarzo
Inarzo est une commune italienne de la province de Varèse dans la région Lombardie en Italie.

## Toponyme
De provenance incertaine, pourrait se référer à in arso : brûlé, sec (caractéristiques du terrain).

## Administration
| Période                                  | Période  | Identité                | Étiquette | Qualité |
| ---------------------------------------- | -------- | ----------------------- | --------- | ------- |
| 30/5/2006                                | En cours | Francesco Gianni Casola |           |         |
| Les données manquantes sont à compléter. |          |                         |           |         |

### Hameaux
Torbiera di Inarzo, Cascina Monte di Inarzo, Fosso Carbonino